# Tarmo (isbrytare, 1907)
Tarmo var en isbrytare som användes av den finska flottan under det andra världskriget. Tarmo byggdes år 1907 i Newcastle upon Tyne och kom i januari 1908 till Finland. Under sin tjänstgöringstid, som kom att vara ända tills år 1970, assisterade hon årligen 350 till 450 fartyg genom ismassorna.

## Historik

### 1907 - 1918
- Den 27 februari 1908: Tarmo hjälper sitt första fartyg S/S Virgo.
- 1910: På uppdrag av fiskerimyndigheterna går Tarmo ut på våren för att delta i sälfångsten. Under en vecka har man fångat över 200 sälar.
- 1914: Fartyget rekvireras av den ryska östersjöflottan.
- 3 mars 1918: Tarmo kapas av en vit styrka i Helsingfors och för samma dag senatens talman Pehr Evind Svinhufvud och senatorn Jalmar Castrén i säkerhet från röda styrkor till Tallinn som är ockuperat av tyska trupper. Under de följande veckorna transporterar fartyget tyska trupper och material till Finland. Däribland den tyska Freikorps Brigade z.b.V. 6 (även kallad Brandensteinsbrigaden) under generalmajor Otto Freiherr von Brandis till Lovisa.
- 31 mars 1918: Under ett trupptransportuppdrag sätter den ryska isbrytaren Jermak full fart mot Tarmo för att ramma denna. Tarmo beskjuter den ryska isbrytaren med ungefär 20 skott från sina småkalibriga kanoner. Inga träffar noteras, men denna händelse räknas som den finländska flottans första stridskänning.

### 1919 - 1945
- Den 18 januari 1940 blir Tarmo utsatt för att flyganfall av 22 sovjetiska bombplan när hon ligger i Kotka hamn. 39 man dödas och 13 överlever. Den svårt skrov- och brandskadade Tarmo tar sig till Helsingfors för egen maskin (från hjälpmotorerna), där den iståndsätts på nytt.

### 1946 - 1970
- 1970: den stränga vintern kom att bli den sista arbetssäsongen för fartyget.

### Från och med 1971
- 1990–1992: Fartyget renoveras i Kotka.
- 20 maj 1992: Tarmo ställs ut som museifartyg i Kotka hamn.

## Namnet
Tarmo är finska för "styrka" eller "energi". De finländska isbrytarna har oftast namn som anspelar på styrka.